# Heligosomoides polygyrus
Heligosomoides polygyrus är en rundmaskart som först beskrevs av Félix Dujardin 1845.  Heligosomoides polygyrus ingår i släktet Heligosomoides och familjen Trichostrongylidae. Inga underarter finns listade i Catalogue of Life.